# Рено Лавилени
Рено Лавилени (фр. Renaud Lavillenie; Барбезје Сент Илер, 18. септембар 1986) је француски атлетичар у дисциплини скок с мотком.
Дана 15. фебруара 2014. године оборио је светски рекорд скочивши више од 6,16 м. Тај рекорд је држао до 2020. године када га је оборио шведски атлетичар Арманд Дуплантис. На отвореном му је најбољи резултат 6,05 м.
Лавилени је такође освојио златну медаљу на Олимпијади 2012. у Лондону. Осим тога је освојио две златне медаље на Светском дворанском првенству, три златне медаље на европским првенствима и четири златне медаље на европским дворанским првенствима. Такође је освојио једну сребрну и четири бронзане медаље на светским првенствима. Године 2014. добио је награду за најбољег атлетичара Европе.
Његов млађи брат Валентин Лавилени је такође скакач с мотком.

## Лични рекорди

### На отвореном
| Дисциплина    | Резултат | Датум         | Место      |
| ------------- | -------- | ------------- | ---------- |
| Скок с мотком | 6,05 м   | 30. мај 2015. | Јуџин, САД |

### У дворани
| Дисциплина    | Резултат | Датум             | Место            |
| ------------- | -------- | ----------------- | ---------------- |
| Скок с мотком | 6,16 м   | 15. фебруар 2014. | Доњецк, Украјина |